# Narcissia trigonaria
Narcissia trigonaria är en sjöstjärneart som beskrevs av Percy Sladen 1889. Narcissia trigonaria ingår i släktet Narcissia och familjen Ophidiasteridae. Inga underarter finns listade i Catalogue of Life.